# Los derechos de la salud
Los derechos de la salud es una obra teatral del dramaturgo uruguayo Florencio Sánchez. Se estrenó el 4 de diciembre de 1907, en Buenos Aires.
La historia se ubica en el año 1907. Luisa está infectada de tuberculosis. Su marido, hermana, amigos y criada, en complicidad con su médico personal, llevan adelante un pacto de silencio que intenta mantener a Luisa alejada de la realidad de su diagnóstico. De a poco irán separándola de todas las funciones de su vida. Luisa frente al despojo, exigirá con furia la verdad y peleará por recuperar el gobierno de su existencia. La gran intimidad a la que las circunstancias de su enfermedad someterán a su marido y su hermana, encenderá entre ellos una pasión indisimulable. Finalmente, su progresiva enfermedad, agravada por el dolor del descubrimiento, podrá más y ya nada les devolverá la armonía. Ni a ella ni a su entorno. Ni siquiera, el desenlace inevitable.
Todos tenemos derecho ala salud por lo tanto debe ser respetado para evitar enfermedades con la finalidad de atendernos en una clínica, también así poder nosotros gozar de una mejor vivencia  derecho a la vida y a la integridad personal. Todas las conductas o actos en materia de salud que tengan la intención o que, producto del irrespeto o incumplimiento de obligaciones del Estado, tengan como resultado poner en peligro la vida o la integridad física o mental de cualquier persona, deben ser investigados y sancionados.